# U.S. Route 35
Pour les articles homonymes, voir Route 35.
La U.S. Route 35 (US 35) est une US Route ayant un tracé du sud-est au nord-ouest sur environ 412 miles (663 km) depuis les banlieues ouest de Charleston, Virginie-Occidentale jusqu'au nord de l'Indiana. Le terminus sur de la route est à Teays Valley, Virginie-Occidentale, près de Scott Depot, à l'intersection avec l'I-64. Son terminus nord est près de Michigan City, Indiana, à la jonction avec la US 20.

## Description du tracé
La US 35 est indiquée nord-sud en Virginie-Occidentale et en Indiana, alors qu'elle est indiquée est-ouest en Ohio.
|       | mi     | km     |
| ----- | ------ | ------ |
| WV    | 35,20  | 56,64  |
| OH    | 174,70 | 281,09 |
| IN    | 204,70 | 329,36 |
| Total | 414,60 | 667,09 |

### Virginie-Occidentale

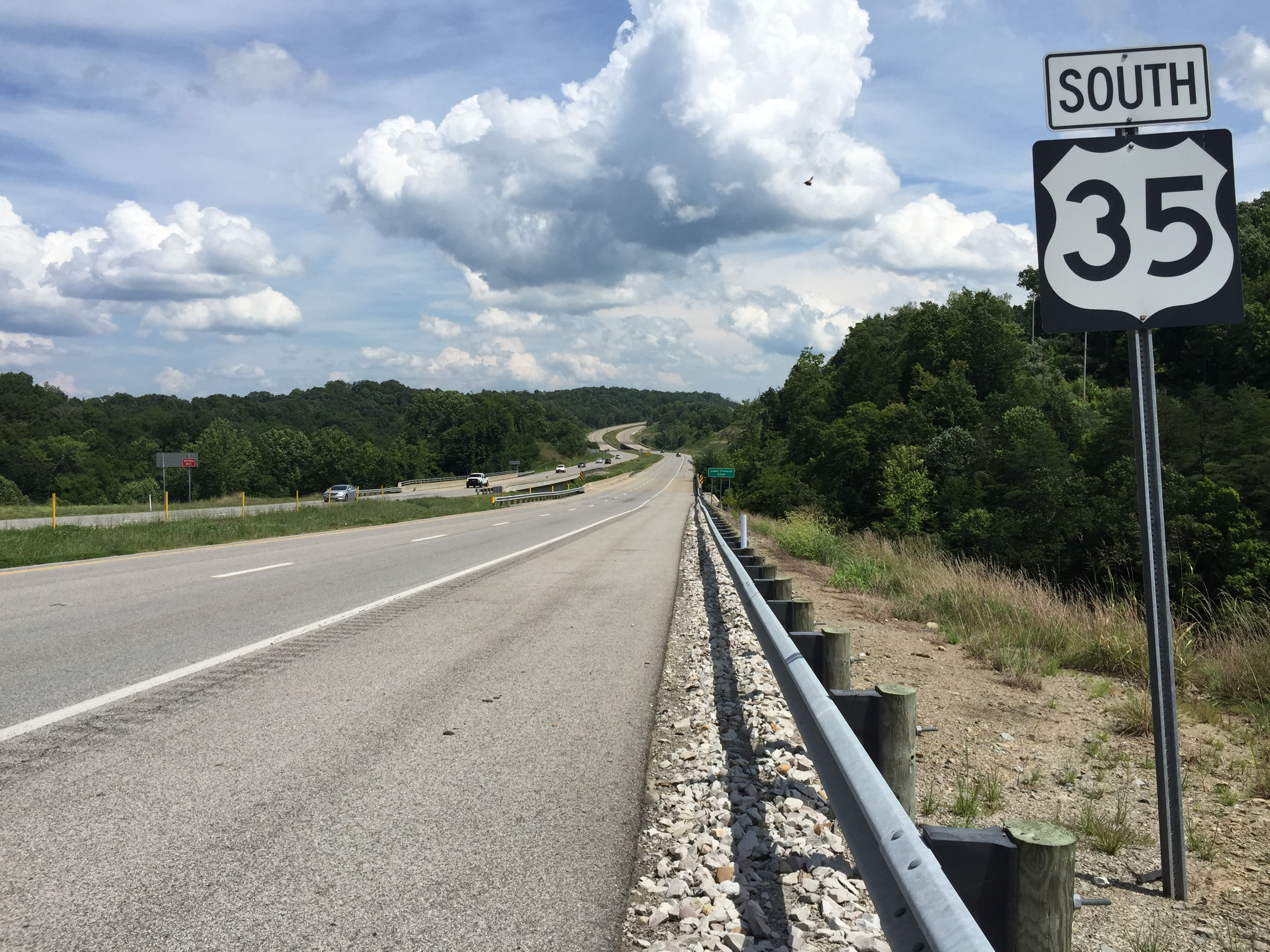
Vue de la US 35 sud près de Couch, Virginie-Occidentale

Le segment de la US 35 en Virginie-Occidentale est complètement constitué de quatre voies à chaussées séparées.
La route débute à Teays Valley Road pour immédiatement croiser l'I-64 dans le comté de Putnam. Elle se dirige vers le nord-nord-ouest en suivant la rivière Kanawha.
Elle ne passe dans aucune ville avant d'arriver à Henderson, ville située à la jonction des rivières Ohio et Kanawha. Elle croise la rivière Ohio et entre en Ohio.

### Ohio
La US 35 est indiquée est-ouest en Ohio, une exception dans le schéma de numérotation des US Routes, lequel requiert qu'une route ayant un numéro impair soit indiquée nord-sud.
Après avoir traversé la rivière, la US 35 à Gallipolis se poursuit vers l'ouest comme une autoroute. Le segment autoroutier prend fin au nord de Rio Grande mais demeure une voie rapide à quatre voies séparées. Elle passe par Centerville, où elle bifurque vers le nord-ouest. Elle atteint ensuite Jackson, Richmondale et Chillicothe. Là, elle croise la US 50 et la US 23, routes avec lesquelles elle forme un multiplex. Elle contourne Chillicothe et se poursuit vers le nord-ouest. Elle contourne alors Washington Court House, Jamestown et Xenia avant d'arriver à Dayton. Elle traverse la ville d'est en ouest en configuration autoroutière. À Drexel, à l'ouest de Dayton, la US 35 devient une route à deux voies non-séparées. Elle se dirige vers l'ouest jusqu'à Eaton en passant par New Lebanon et West Alexandria. À Eaton, elle bifurque vers le nord-ouest jusqu'à ce qu'elle atteigne l'I-70. Elle se joint à l'autoroute pour terminer son parcours en Ohio.

### Indiana
La US 35 entre en Indiana dans le comté de Wayne en multiplex avec l'I-70. Elle passe au nord de Richmond et se sépare de l'I-70 pour se diriger vers le nord-ouest. Elle atteint Muncie après avoir passé par Williamsburg et Losantville. Ce segment est fait d'une route à deux voies. À Muncie, elle devient une autoroute alors qu'elle contourne la ville. Elle reprend rapidement la forme d'une route à deux voies et bifurque vers l'ouest à Royerton.
Elle atteint l'I-69 et forme un multiplex avec celle-ci vers le nord. Elle quitte l'I-69 entre Upland et Gas City et se dirige vers l'ouest. Elle passe par Gas City, Jonesboro et Greentown avant d'atteindre les limites est de Kokomo. Elle contourne la ville en multiplex avec la US 31 sur un tracé autoroutier. Au nord de Kokomo, elle quitte la US 31 et l'autoroute pour se diriger vers le nord-ouest. Elle traverse Galveston et Walton avant d'arriver au sud de Logansport.
C'est en multiplex avec la US 24 qu'elle contourne Logansport par le sud et l'ouest. Lorsque les routes se séparent, à l'ouest de la ville, la US 35 prend la direction nord-ouest vers Royal Center, Star City et Winamac, où elle bifurque vers le nord. Elle passe par Bass Lake, Knox et South Center, où elle forme un multiplex avec la US 6 jusqu'à Kingsbury. Là, elle prend la direction nord jusqu'à La Porte et nord-ouest jusqu'à Michigan City, où elle atteint son terminus à la jonction avec la US 20.

## Intersections majeures
Virginie-Occidentale
Teays Valley Road à Teays Valley
 I-64 à Teays Valley
Ohio
 US 50 au sud-est de Chillicothe. Les routes forment un multiplex jusqu'à Chillicothe.
 US 23 au sud-est de Chillicothe. Les routes forment un multiplex jusqu'à Chillicothe.
 US 22 / US 62 à Washington Court House
 US 68 à Xenia
 US 42 à Xenia
 I-675 à Beavercreek
 I-75 à Dayton
 US 127 à Eaton
 I-70 aux limites entre les townships de Jackson et de Jefferson. Les routes forment un multiplex jusqu'au nord-ouest de Richmond, IN.
Indiana
 US 27 à Spring Grove
 US 36 à Losantville
 I-69 à Harrison Township. Les routes forment un multiplex jusqu'à l'est de Gas City.
 US 31 à Kokomo. Les routes forment un multiplex autour de Kokomo.
 US 24 au sud-est de Logansport. Les routes forment un multiplex jusqu'à Dunkirk.
 US 30 à l'ouest de Hamlet
 US 6 à South Center. Les routes forment un multiplex jusqu'à Kingsbury.
 US 20 à l'est de Michigan City.